# Głuchowice
Głuchowice – wieś w Polsce położona w województwie dolnośląskim, w powiecie legnickim, w gminie Miłkowice.

## Podział administracyjny
W latach 1975–1998 miejscowość administracyjnie należała do województwa legnickiego.